# 甘鳳池
甘鳳池，江南省江寧府（今江蘇省南京市）人，清朝武術大師，康熙、雍正年間人。
少时以勇武闻名。曾寓居燕京高官家中，打敗濟南勇士張大義，又打敗即墨武師馬玉麟，名震江湖。气力甚大，“手能破坚，握铅锡化为水。”擅于导引术，喜任侠，待人平和。雍正七年（1729年），浙江總督李衛偵破張雲如邪術案，株连百数十人，牽連到鳳池，鳳池被判斬首，雍正皇帝從寬辦理，鳳池未被處死。
后世與呂四娘等被稱爲“江南八俠”。

## 相關影視作品
民國十七年（1928年）由楊小仲導演，陳趾青編劇，洪警鈴等主演電影《大俠甘鳳池》。
民國二十八年（1939年）香港林蒼（Lam Chong）編導同名粵語片《大俠甘鳳池》，關德興等主演。
1950年香港紅星影片公司出品電影《甘鳳池與呂四娘》，黃鶴聲導演，石燕子等主演。